# Décines-Charpieu
Décines-Charpieu és un municipi francès, situat a la metròpoli de Lió i a la regió de Roine-Alps. L'any 2012 tenia 25.912 habitants.